# Siemens-Gesetz
Als Lex Siemens (Siemens-Gesetz) werden umgangssprachlich zwei spezielle Wirtschaftsgesetzgebungen bezeichnet.
- in Russland der Gesetzesentwurf „über den Modus für ausländische Investitionen in Geschäftsbereichen, die für die nationale Sicherheit der Russischen Föderation von strategischer Bedeutung sind“, der die 2005 vom russischen Kartellamt verhinderte Übernahme des russischen Unternehmens Power Machines durch Siemens auf eine vollwertige Rechtsbasis stellen soll.[1][2]

- in Deutschland die 1997 von der damaligen Bundesumweltministerin Angela Merkel eingeführte Atomrechtsnovelle, die standortunabhängige Genehmigungsprüfungen für Atomreaktoren vorsieht und als vermeintliche Exporthilfe für den von Siemens gebauten EPR-Reaktortyp kritisiert wurde.[3]